# Semachrysa papuensis
Semachrysa papuensis är en insektsart som beskrevs av Brooks 1983. Semachrysa papuensis ingår i släktet Semachrysa och familjen guldögonsländor. Inga underarter finns listade i Catalogue of Life.